# Focus (geometria)

El punt F és el focus de l'el·lipse-color vermell, paràbola-verd i hipèrbola-blau.

En geometria, el  focus  d'una corba és un punt (o punts) singular, respecte del qual es mantenen constants determinades distàncies relacionades amb els punts d'aquesta corba.

## Focus d'una circumferència
El  focus de la circumferència  és el seu centre. Respecte d'aquest, tots els punts de la circumferència es troben a la mateixa distància.

## Focus d'una el·lipse
Els  focus de l'el·lipse  són dos punts. Respecte d'ells la suma de les distàncies a qualsevol altre punt de l'el·lipse és constant.

## Focus d'una paràbola
El  focus de la paràbola  és un punt. Respecte del focus, cada punt de la paràbola té la mateixa distància que fins a una recta anomenada directriu.
{\displaystyle f(h+p,k)\,} quan la paràbola va cap a la dreta;
{\displaystyle f(hp,k)\,} quan la paràbola va cap a l'esquerra.

## Focus d'una hipèrbola
Els  focus de la hipèrbola  són dos punts. Respecte d'aquests, romanen constant la diferència de distàncies (en valor absolut) a qualsevol punt d'aquesta hipèrbola.